# Примост Валерій Юрійович
Валерій Юрійович Примост (нар. 24 лютого 1967, Київ) — український письменник, сценарист.

## Освіта
1987-1992                КДУ, ф-т журналістики (першим в історії факультету захищав диплом з реклами)
  2010                      Курси сценарної майстерності (Film.Ua)
  2011                      Майстер-клас Роберта МакКі
  2012                      Майстер-клас Лоуренса Каплоу
  2013                      Інститут Адізеса (менеджмент)
  2014                      SOCceR (стратегічне мислення)
  2016                      English for Journalism (University of Pennsylvania)
  2016                      Brand Father (від Андрія Федоріва)
2021                      "Мозг и Бизнес" (курс Андрея Курпатова)

## Діяльність

### Книги
Як письменник став відомим 1994 року після того як російською мовою вийшла книжка «Штабная сука», присвячена страшним реаліям служби в Радянській армії. Книга мала велику пресу. Автор отримав епітет «молодий український Солженіцин» (BBC).
1996 року побачила світ книжка «Приднестровский беспредел» (рос.), яка розповідає про перебіг війни у Придністров'ї.
2010 року було надруковано нову книжку письменника — міський роман «Любовь & Слава» (рос.).
2013 вийшла друком книга «Єврей — це фах (нариси історії євреїв в Україні)».
2014 викладено в Інтернеті нову книгу Валерія Примоста — «Украина у края».
2016 вийшла друком книга «Едіп Московський (нариси історії росіян)».
2017 вийшла друком книга «Незалежність очима ТСН».
2020 вийшла друком серія книг «Хозяева мира. Сторителлинг и Цивилизация» та «Хозяева Вселенной. Сторителлинг и Цивилизация», де Валерій викладає свою концепцію "глобального сторітеллінга".
2021 вийшла друком книга "Jopa Mira... або Шлях до зірок", де Валерій у художній формі описує своє бачення можливого майбутнього України.

### Медіа
Як креативний директор працював послідовно у трьох міжнародних рекламних агенціях (українські офіси) — TWG/Young&Rubicam, Linea 12/McCann-Erickson, Adventa Lowe Lintas, а також на ТБ-каналі 1+1. Керував розробкою низки відомих рекламних кампаній для великих брендів:
- «Смак бажання» (для шоколаду Korona);
- «Лови момент» (для сигарет Bond Street);
- «Світ належить першим!» (для горілки «Союз-Віктан»);
- «Краще разом!» із братами Клічко (для пива «Чернігівське») та інше.

| Проєкт           | Назва                                        | Канал                                             | Сценарист           | Креативний продюсер |
| ---------------- | -------------------------------------------- | ------------------------------------------------- | ------------------- | ------------------- |
| серіал           | Женский доктор                               | Перший канал Домашній Film.UA Drama Україна Інтер | +                   | -                   |
| телефільм        | Свободная энергия Теслы                      | Film.ua                                           | + (під псевдонімом) | -                   |
| серіал           | История криминалистики                       | ТРК "Україна"                                     | +                   | -                   |
| телефільм        | Вони закінчили війну                         | ICTV                                              | +                   | -                   |
| спецпроєкт       | 26 речей, які нас змінили                    | ICTV                                              | +                   | -                   |
| цикл д/ф         | "Небезпечно жити" (проект "Загублений світ") | 2+2                                               | -                   | +                   |
| брендовий серіал | Київська зірка                               | Youtube                                           | +                   | +                   |
| брендовий серіал | Київська зірка: Пристебніться!               | Youtube                                           | +                   | +                   |
| брендовий серіал | Вільні гроші                                 | Youtube                                           | +                   | +                   |

Автор циклу лекцій «Сторітеллінг у світовій історії та сучасності».
Креативний продюсер.
Маркетинг-консультант.
Також пише статті, блоги, есе та вірші.

### Професійні досягнення
- 1-й КМФР. Спеціальний приз рекламодавців, 2000 рік;
- Серіал «Женский доктор» отримав «Телетріумф-2012»;
- 1-е місце фестивалю «Золотий пропелер», 2013 рік;
- Телефільм "Свободная энергия Теслы" (під псевдонімом) - Platinum Remi Award, WorldFest Houston-2013;
- Книга «Єврей — це фах (нариси історії євреїв в Україні)» була номінована на премію «Книжка року» (2013);
- Серіал «Історія криміналістики» (номінація на «Телетріумф-2015»);
- ТБ-проєкт «Моя країна. Прекрасна і незалежна» («Телетріумф-2016»);
- Сценарій докудрами «Северин Наливайко. Остання битва!» — у числі переможців конкурсу Міністерства культури (2018);
- Один із п'яти «Найкращих спікерів» Українського Маркетинг Форуму-2019;
- Сценарій повного метру «Северин» — у числі переможців конкурсу Держкіно (2019);
- Дилогія "Хозяева мира", "Хозяева Вселенной" - номінація на KBU Awards-2020.